# Margaretha van Brabant (1323-1380)
Margaretha van Brabant (9 februari 1323 — kasteel Regnault, Bogny-sur-Meuse, 25 april 1380) was een dochter van hertog Jan III van Brabant en Maria van Évreux, en door haar huwelijk gravin van Vlaanderen. Zij was een zuster van Johanna van Brabant en Maria van Brabant.
Margaretha was rond 1340 in eerste instantie voorbestemd als echtgenote van Eduard van Woodstock, de zoon van koning Eduard III van Engeland. Deze huwelijksovereenkomst werd echter in 1345 verbroken. Op 6 juni 1347 trouwde ze met graaf Lodewijk II van Vlaanderen, ook bekend als Lodewijk van Male.
Na het overlijden van haar vader in 1355 ontstond er een conflict over de verdeling van het hertogdom Brabant onder de drie dochters van Jan III (de Brabantse Successieoorlog). Lodewijk van Male wist in dit conflict in naam van zijn vrouw onder andere de heerlijkheden Mechelen en Antwerpen te verkrijgen.
Uit het huwelijk van Margaretha van Brabant en Lodewijk van Male werd één kind geboren, Margaretha van Male, die uiteindelijk het hertogdom Brabant zou erven van haar tante Johanna van Brabant. Margaretha van Male trouwde met Filips de Stoute, hertog van Bourgondië. Via deze lijn kwamen het hertogdom Brabant en het graafschap Vlaanderen in Bourgondisch bezit.

## Familiedrama
In 1371, terwijl Margaretha's echtgenoot Lodewijk zich in het graafschap Nevers bevond, beviel een van zijn maîtresses van een tweeling. Margaretha nam blijkbaar wraak door haar de neus te doen afsnijden, waaraan ze overleed. Na erover beraadslaagd te hebben met haar Brabantse familie, verbande Lodewijk zijn vrouw naar het kasteel van Château-Regnault-Bogny waar ze bleef tot aan haar dood. Haar dochter zorgde ervoor dat ze, na de dood van Lodewijk, naast hem in Rijsel werd begraven.
Later ontstond de legende, die eeuwenlang werd overgeschreven, dat de gravin in een kerker in het kasteel van Male was ingemetseld en er was gestorven. Men beweerde zelfs dat men de kerker kon bezoeken waar ze in was opgesloten. Het was in 1430 dat een Brugse anonieme kroniekschrijver dit voor het eerst vertelde. In 1531 hernam Anthonis de Roovere dit in zijn Excellente Cronycke. Charles Custis schreef er nog omstandig over in 1765 in zijn Jaerboecken van Brugge. Pas in de twintigste eeuw is deze legende door de werkelijke feiten weerlegd.